# HD 169904
HD 169904，又名CP-81 813，SAO 258804、HR 6912，是一颗恒星，视星等为6.27，位于銀經312.09，銀緯-26.5，其B1900.0坐标为赤經18h 21m 42.5s，赤緯-81° -26.5′ 6″。